# 대월초등학교 (경기)
대월초등학교는 대한민국 경기도 이천시 대월면 초지리에 있는 공립 초등학교이다.

## 학교 연혁
- 1932년 2월 11일 설립인가
- 1933년 6월 14일 대월공립보통학교 개교
- 1936년 3월 24일 제1회 졸업식
- 1938년 4월 1일 대월공립심상소학교 개칭
- 1941년 4월 1일 대월공립국민학교 개칭
- 1942년 4월 1일 6년제 개편 인가
- 1985년 3월 5일 병설유치원 설립인가
- 1996년 3월 1일 대월초등학교로 개칭
- 1997년 3월 17일 학교 급식 실시
- 2013년 2월 14일 제28회 유치원 졸업(졸업생 20명, 누계724명)
- 2013년 2월 15일 제77회 졸업식(졸업생66명, 누계7,297명)
- 2013년 3월 1일 17학급 편성(특수학급 2학급 포함)
- 2013년 9월 1일 제26대 박상혁 교장 부임

## 참고 자료
- 대월초등학교 - 한국교육학술정보원 학교알리미